# Colwood
Colwood è una città della Columbia Britannica, in Canada, nel distretto regionale della Capitale. La città è localizzata all'estremità sud-est dell'isola di Vancouver.